# Ernst zu Münster
Ernst Friedrich Herbert zu Münster (Osnabrück, 1º marzo 1766 – Hannover, 20 maggio 1839) è stato un politico tedesco, ministro a servizio del Casato di Hannover.

## Biografia

### Origini della famiglia
Ernst zu Münster era rampollo di una famiglia della vecchia nobiltà della Vestfalia, residente da secoli a Münster.
Egli era figlio del maresciallo di corte del principe vescovo, Georg Ludwig Dietrich von Münster, e della sua seconda moglie, Eleonora von Grothaus. Suo padre era già molto legato al principe Federico Augusto, duca di York e Albany, che già era stato principe-vescovo di Osnabruck il che aveva portato il figlio a rapporti già introdotti favorevolmente con la casata di Hannover. Nel 1792 la famiglia ottenne per mano dell'elettore Carlo Teodoro del Palatinato il titolo di conte.

### I primi anni
Dopo la frequentazione del Philanthropinum di Dessau (1778-1781) e della Ritterakademie di Lüneburg (1781-1784), Ernst Friedrich Herbert studiò alla Università Georg-August di Gottinga insieme a tre figli di re Giorgio III del Regno Unito, i principi Ernesto, Adolfo e Augusto Federico, il che intensificò ulteriormente i suoi rapporti con la casa di Hannover. Studiò nei medesimi anni tra gli altri con Christian Gottlob Heyne e Johann Dominik Fiorillo.
Dopo la laurea nel luglio 1787, dall'anno successivo entrò come avvocato al servizio dell'Elettorato di Hannover, associandosi anche nel vicino Brunswick alla corte del duca Carlo Guglielmo Ferdinando di Brunswick, che aveva sposato Augusta di Gran Bretagna, sorella del sovrano inglese.

### Il rinforzo dei rapporti con la casa reale
Nel 1791 Ernst Friedrich Herbert venne nominato alla cancelleria di corte dell'Hannover, venendo tra l'altro incaricato di scortare nel 1793 il principe Augusto di Hannover, suo ex compagno di classe, nel suo grand tour in Italia e nella visita a Roma. Durante questo stesso viaggio, sicuramente von Münster fu complice del giovane principe che colse l'occasione per sposare proprio nella città eterna Augusta Murray, figlia del conte di Dunmore. Ritornato dal viaggio in Italia con ritardi a causa delle guerre, la soddisfazione dei reali per il lavoro svolto dal giovane Münster venne ripagato con quattro mesi di soggiorno al Castello di Windsor. Nel 1794 partì nuovamente alla volta dell'Italia col duca di Sussex ove rimase per i successivi cinque anni, visitando le principali corti della penisola ed i luoghi d'arte più importanti dell'epoca.

### L'inizio della carriera politica
Munster tornò ad Hannover nel 1798 e dal 1801 venne per la prima volta impiegato per missioni diplomatiche all'estero. Mentre gli stati tedeschi assistevano ad una sempre crescente mediatizzazione e secolarizzazione di alcuni dei loro possedimenti, è indubbio che l'Hannover avesse forti interessi sul principato vescovile di Osnabrück e su quello di Hildesheim, ma in quest'ultimo caso lo stato era in forte concorrenza con la Prussia che mirava a realizzare un collegamento terrestre tra i suoi possedimenti del Brandeburgo e la Vestfalia-Renania. Gli Hannover dal canto loro si servirono dell'appoggio dello zar Alessandro I di Russia. Nel 1803 ad ogni modo, l'invasione dell'Hannover ad opera delle truppe francesi di Napoleone Bonaparte che era in guerra con l'Inghilterra, procurarono uno stallo delle cose.

### L'ascesa a ministro dell'Hannover: le guerre napoleoniche
Dopo il ritorno in Inghilterra, nel maggio del 1805 venne nominato capo della German Chancery. Già in precedenza aveva concluso per conto del sovrano inglese un trattato di grande importanza l'11 aprile di quello stesso anno con la Russia, con un contratto che prevedeva le basi per la costituzione della terza coalizione antifrancese e che prevedeva ufficialmente la riconquista dell'Elettorato di Hannover. Dopo il ritiro dei francesi, il duca di Cambridge venne nominato dal dicembre del 1805 al ruolo di comandante militare nell'Hannover, mentre Münster si occupò de facto dell'amministrazione civile dello stato per conto del sovrano. Nei primi mesi del 1806, ad ogni modo, la Prussia occupò proditoriamente come "detenzione amministrativa" l'Hannover e nel novembre di quello stesso anno i napoleonici tornarono ad occupare Hannover, dividendo infine il territorio tra la Francia ed il neonato Regno di Vestfalia, costringendo così gli hannoveriani a condurre i loro progetti per il futuro in esilio.

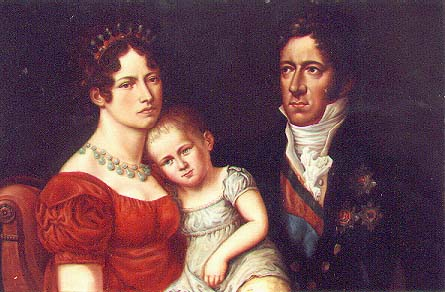
Ernst zu Münster con la moglie ed il figlio

Durante il periodo della malattia di re Giorgio III e della reggenza di suo figlio il principe di Galles, vennero nominati a tutela dei suoi beni privati proprio il conte di Münster e sir Herbert Taylor che rimasero stabilmente a Londra.
Poco prima dello scoppio della guerra tra la Francia e la Russia nel 1811, Münster riprese i contatti col duca Federico Guglielmo di Brunswick per il contrattacco sul continente, concordando insieme agli altri diplomatici ed ufficiali militari l'eventuale spartizione della Germania in aree di influenza (filo-prussiana a nord, filo-austriaca a sud), pur con l'obbiettivo di ripristinare la vecchia costituzione del Sacro Romano Impero, seppur in forma modificata.
Egli presentò gli interessi dell'Hannover nella Convenzione di Reichenbach che venne siglata il 15 giugno 1813: questo trattato prevedeva il ripristino del ducato di Brunswick-Lüneburg e l'espansione di Hannover da 250.000 a 300.000 abitanti con l'acquisizione del vescovato di Hildesheim.
Nel 1813 Münster sposò la principessa Wilhelmina di Schaumburg-Lippe, sorella del principe regnante Giorgio Guglielmo.

### La Pace di Parigi ed il Congresso di Vienna
Nel gennaio del 1814, Münster rappresentò l'Inghilterra in aggiunta al ministro Castlereagh nei negoziati di Parigi, rimanendo in Francia sino al giugno di quell'anno. Da settembre si recò a Vienna per prendere parte al congresso che ivi le potenze europee andavano celebrando. Malgrado il suo ruolo marginale nella conduzione delle trattative e la limitata influenza che l'Hannover poteva esercitare nei negoziati europei, egli ottenne ad ogni modo dei successi ragguardevoli: lo stato venne espanso di 1/5 nonché il titolo di regno. Quest'ultima particolarità si rendeva necessaria non solo per ricompensare il valore dimostrato dall'Inghilterra nella gestione delle guerre napoleoniche, ma anche per cercare di arginare i sempre presenti contrasti che in Germania andavano accendendosi tra Prussia ed Austria con le loro rispettive ambizioni politiche.

### La restaurazione del sistema politico dell'Hannover

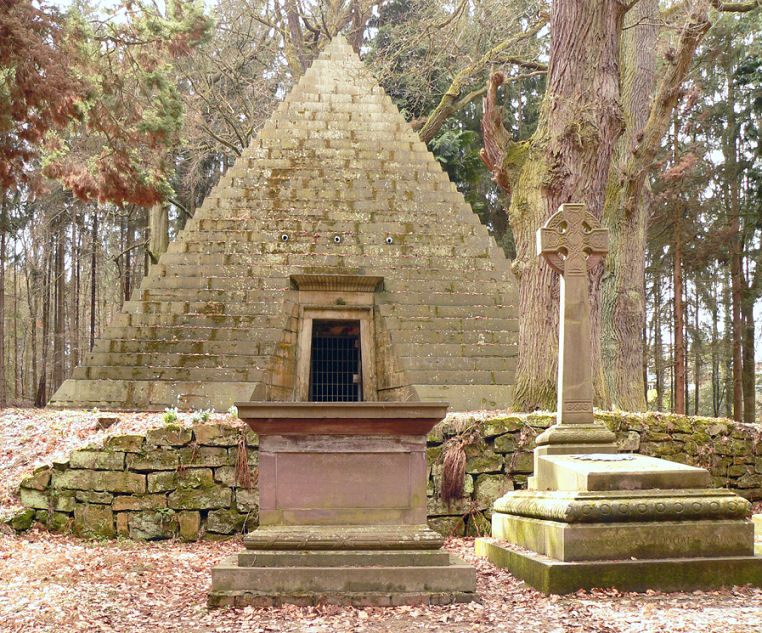
La tomba del conte di Münster a Derneburg

Dopo il Congresso di Vienna, il compito di Münster come ministro di Hannover fu essenzialmente quello di riorganizzare il nuovo regno e stabilizzarlo. Tra le prime indicazioni che egli diede per la direzione feconda dello stato, vi fu quella di appoggiare le richieste della nobiltà di Hannover. A livello generale, ad ogni modo, una riorganizzazione dello stato si mostrava necessaria non solo per le conquiste territoriali ottenute a seguito del Congresso di Vienna, ma anche col fine di centralizzare nuovamente la gestione e con questo si intendeva non il dare maggior potere alla capitale Hannover, ma concentrare sempre più gli affari di stato a Londra, nelle mani del ministro Münster.
Con lo scoppio dei moti rivoluzionari a Parigi nel 1830, anche ad Hannover si ebbero delle rivolte, ed in particolare all'Università di Göttingen dove la popolazione e gli studenti richiesero una nuova costituzione statali, oltre alle dimissioni del gabinetto Minster, senza che la pace fosse riportata con l'uso delle armi. In Inghilterra la situazione nel frattempo era cambiata e dopo la morte di Giorgio IV gli era succeduto al trono Guglielmo IV. Il duca di Cambridge nel frattempo era stato nominato viceré di Hannover e dopo 26 anni di servizio, si sentì di licenziare come ministro lo stesso Münster, il 12 febbraio 1831.
Münster morì ad Hannover nel 1839 e fu sepolto nel mausoleo di Derneburg.